# 박준철
박준철(1978년 7월 9일~)은 대한민국의 PD, 아나운서, 성우, MC, 사업가이다.

## 방송
- 박준철의 뮤직박스 (2011) - 진행, PD
- 황인영의 뮤직라운지 (2012) - PD
- 이상미의 다락방 (2012~2013) - PD
- 경인방송 프리랜서 DJ 선발대회 (2010)
- 멜론 - 오븐라디오 (2013~2014)
- 멜론 - 멜론라디오 스타DJ (2015~2018)
- 원더케이 - 케이팝피디아 (2015)
- 원더케이 - 리릭시네마 (2017)
- 원더케이 - 픽사리 (2019)
- 고스타 버스타 - 지금 태우러 갑니다 (2020)
- 싱투게더 1 (2021) - PD
- 싱투게더 2 (2021) - PD
- 소울스타 (웹예능) (2021) - 심사위원, PD
- 유죄석 (웹예능) (2022) - 기획, 제작
- 지터뷰 (웹예능) (2023) - 기획, 제작
- 베스트드림콘서트 (공연) (2024) - 기획, 운영, 제작
- 틴받는 프렌즈 (EBS, 예능) (2024) - 기획, 제작

## 경력
- 주식회사 노미놈 대표이사 (2021~현재)
- 카카오M 컨텐츠제작팀 제작총괄 (2018~2020)
- 로엔엔터테인먼트 뉴미디어 마케팅팀 제작총괄 (2012~2018)
- 경인방송 iTVFM 제작부 PD / DJ (2011~2012)
- 경인방송 iTVFM 아나운서 (2011)
- 위성DMB TU-Lady PD / DJ (2008~2009)
- 위성DMB 파워스테이션 PDJ (2005~2008)

## 영화
- 야수 (2006) - 검찰 출입기자 역
- 색즉시공2 (2007) - 뉴스 기자 목소리 역